# St. Louis Stars 1967
Questa pagina raccoglie i dati riguardanti i St. Louis Stars nelle competizioni ufficiali della stagione 1967.

## Stagione
L'allenatore scelto per guidare gli Stars, Mihaljevic ed il dirigente Gutendorf si recarono in Europa per ingaggiare numerosi giocatori del vecchio continente, che formarono l'ossatura della squadra  integrata da alcuni giocatori provenienti da club locali come il St. Louis Kutis ed il St. Louis White Star. Fece parte della squadra anche una piccola colonia di giocatori giamaicani che però trovarono scarso impiego in stagione.
I Stars ottennero il secondo posto della Western Division della NPSL, non qualificandosi per la finale della competizione, vinta poi dagli Oakland Clippers.

## Organigramma societario
Area direttiva
- Manager: Rudi Gutendorf[1]
- Direttore generale: Jim Oshust

Area tecnica
- Allenatore: George Mihaljevic
- Preparatore: Steve Middleman

## Rosa
| N.   |                        | Ruolo | Calciatore        |
| ---- | ---------------------- | ----- | ----------------- |
| 1/22 | Brasile (bandiera)     | P     | Miguel De Lima    |
| 1    | Jugoslavia (bandiera)  | P     | Branko Topalović  |
| 2    | Jugoslavia (bandiera)  | D     | Milonja Kaličanin |
| 3    | Jugoslavia (bandiera)  | D     | Ilija Tojacić     |
| 4    | Jugoslavia (bandiera)  | C     | Ratislav Matić    |
| 5    | Polonia (bandiera)     | D     | Joachim Pierzyna  |
| 6    | Jugoslavia (bandiera)  | C     | Tihomir Marković  |
| 7    | Germania (bandiera)    | A     | Rudolf Kölbl      |
| 8    | Germania (bandiera)    | A     | Erich Hahn        |
| 8    | Francia (bandiera)     | D     | Marcel Nowak      |
| 9    | Polonia (bandiera)     | A     | Norbert Pogrzeba  |
| 10   | Paesi Bassi (bandiera) | D     | Harry Smits       |
| 11   | Polonia (bandiera)     | A     | Casey Frankiewicz |
| 12   | Jugoslavia (bandiera)  | C     | Tomis Basić       |
| 13   | Germania (bandiera)    | D     | Josef Fuhrmann    |

| N.    |                        | Ruolo | Calciatore          |
| ----- | ---------------------- | ----- | ------------------- |
| 14    | Stati Uniti (bandiera) | C     | Carl Schwarzen      |
| 14    | Jugoslavia (bandiera)  | C     | Dragoslav Šekularac |
| 15    | Giamaica (bandiera)    | A     | Allie McNab         |
| 16    | Stati Uniti (bandiera) | A     | Carl Gentile        |
| 17/21 | Stati Uniti (bandiera) | C     | Pat McBride         |
| 18    | Jugoslavia (bandiera)  | A     | Borivoje Kostić     |
| 19    | Jugoslavia (bandiera)  | C     | Dragan Popović      |
| 20    | Islanda (bandiera)     | A     | Þórólfur Beck       |
| 22    | Giamaica (bandiera)    | P     | Gauntlett Rowe      |
| 22    | Tunisia (bandiera)     | P     | Tabka Toufik        |
|       | Stati Uniti (bandiera) | C     | Donald Ceresia      |
|       | Stati Uniti (bandiera) | C     | Edward Clear        |
|       | Giamaica (bandiera)    | A     | Billy Griffiths     |
|       | Giamaica (bandiera)    | A     | Ernest Waugh        |